# Hal Clement
Hal Clement (eredeti nevén Harry Clement Stubbs) (Somerville, Massachusetts, 1922. május 30. – Milton, Massachusetts, 2003. október 29.) amerikai sci-fi-író.

## Életrajz
- Iskoláit Arlingtonban és Cambridge-ben végezte.
- A Harvardon csillagászati tanulmányokat végzett.
- 1943-ban a légierő pilótája, 35 bevetésen vett részt.
- 1953-ban lett a massachusettsi Milton Akadémia tanára.

## Pályafutása
- Első Sci-fi regényét 1953-ban írta

## Magyarul
- Az elveszett rakéta (Mission of Gravity). Tudományos fantasztikus regény; ford. Borbás Mária, utószó Kuczka Péter; Kozmosz Könyvek, Bp., 1978 (Kozmosz fantasztikus könyvek)
- Csillagfény; ford. Koczóh Péter; Móra, Bp., 1989 (Galaktika fantasztikus könyvek)
- A bizonyíték (Proof) (novella)
- Többet ésszel (Uncommon Sense) (novella)
- Válasz (Answer) (novella)

## Díjai
- Az Amerikai Science Fiction Írók Szövetségének a tagja volt.
- A Nebula-díj Bizottság elnöke.